# Russische Palastrevolutionen

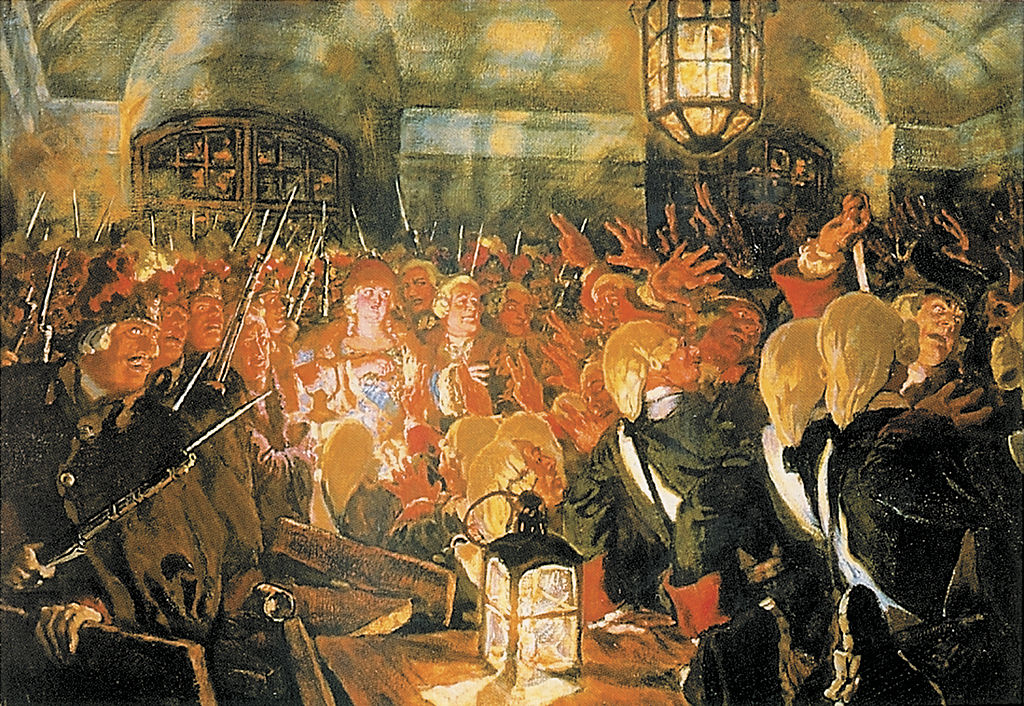
Jewgeni Lansere: Soldaten des Preobraschensker Leib-Garderegiments verkünden die Kaiserin Elisabeth

Russische Palastrevolutionen ist ein seit dem 19. Jahrhundert in der Geschichtswissenschaft gebräuchlicher Begriff, um die mehrfach durch Umstürze herbeigeführten Wechsel in der Regierungsführung des Russischen Kaiserreiches in der Epoche vom Tode Peters des Großen bis zur Thronbesteigung Katharinas II. (1725–1762) zu kennzeichnen. Die Palastrevolutionen waren keine Volkserhebungen mit fundamentalen Wandlungen des politisch-sozialen Systems. Vielmehr handelte es sich um kurzlebige Aktionen mit wenig Gewaltsamkeit, bei denen lediglich eine politische Führungsgruppe durch eine andere ersetzt wurde. 
Das treibende Element bei diesen radikalen Personalveränderungen in der politischen Elite bildeten einflussreiche Parteien des Adels bei Hofe, die im Zusammenspiel mit der Garde um Macht und Reichtum kämpften. Innerhalb der sich bekämpfenden Parteien spielten das Patronagesystem, das im Wesentlichen auf Verwandtschaft, gemeinsamen Traditionen, Formen persönlicher Abhängigkeit, Verpflichtungsverhältnissen und Korruption beruhte, die entscheidende Rolle als Kohäsionsfaktor. 
Die zahlreichen Putsche während der vier Jahrzehnte dauernden Periode wurden begünstigt von der fragwürdigen Legitimität einiger Regierungen und dem fehlenden Konsens über den Zuweisungsmechanismus legitimer politischer Macht. Die Thronfolgeregelung des ersten russischen Kaisers vom Jahre 1722, der zufolge jeder regierende Herrscher Russlands seinen Nachfolger nach eigenem Belieben bestimmen sollte, bildete die Grundlage der fehlenden Legitimation und Nährboden für die vielen Putsche. Eine weitere Bedingung war das Fehlen regierungsfähiger männlicher Nachkommen seit dem Tode von Peters Sohn Alexei (1690–1718) bis zu Katharina II.
Insgesamt kann man für die genannte Periode fünf Palastrevolutionen feststellen. 
- Die maßgeblich von Alexander Menschikow diktierte Thronerhebung Katharinas I. am 28. Januar 1725,
- den Sturz Menschikows durch die Dolgoruki-Partei unter Peter II. im September 1727,
- die Ersetzung Ernst Johann von Biron als Regenten für den minderjährigen Iwan VI. durch Anna Leopoldowna, die Mutter des Kaisers am 9. November 1740,
- den Putsch Elisabeths am 25. November 1741
- und den Sturz Peters III. durch Katharina II. am 28. Juni 1762.